# Белоградчишко македоно-одринско дружество
Белоградчишкото македонско дружество е местно дружество на Македоно-одринската организация в град Белоградчик, Княжество България.

## История
На Първия македонски конгрес, провел се в София на 19 – 28 март 1895 година, е основана Македонската организация, която бързо започва да образува клонове в цялата страна. Дружеството в Белоградчик е основано в същата 1895 година и негов председател е Димитров. На Втория македонски конгрес през декември 1895 година делегат от Белоградчишкото дружество е Георги Влахов. На Третия македонски конгрес през ноември 1896 година делегат от Белоградчик е Димитър Негенцов. На Четвъртия и Петия конгрес дружеството няма делегати. На Шестия македонски конгрес през май 1899 година делегат е Иван Божинов. На Осмия македоно-одрински конгрес от април 1901 година делегат е Васил Савчев.